# Africa (stolica tytularna)
Africa (łac. Dioecesis Africanus) – stolica historycznej diecezji w cesarstwie rzymskim w prowincji Byzacena, współcześnie w Tunezji. Obecnie katolickie biskupstwo tytularne. Od 25 marca 2014 biskupem tytularnym Africa jest abp Marek Zalewski.

## Biskupi tytularni
| Lp. | Biskup                  | Funkcja                                   | Od               | Do                   |
| --- | ----------------------- | ----------------------------------------- | ---------------- | -------------------- |
| 1   | Marco Libardoni         | prałat Huarí (Peru)                       | 30 września 1964 | 25 października 1966 |
| 2   | Rino Carlesi            | prałat Santo Antônio de Balsas (Brazylia) | 12 stycznia 1967 | 26 maja 1978         |
| 3   | Alejandro Goic Karmelic | biskup pomocniczy Concepción (Chile)      | 23 kwietnia 1979 | 27 października 1994 |
| 4   | Charles Asa Schleck     | urzędnik Kurii Rzymskiej                  | 10 lipca 1995    | 12 lipca 2011        |
| 5   | Marek Zalewski          | nuncjusz apostolski w Zimbabwe            | 25 marca 2014    | –                    |